# Ján Pivarník
Ján Pivarník (Céke, 1947. november 13. –) Európa-bajnok csehszlovák válogatott szlovák labdarúgó.

## Pályafutása

### A válogatottban
1968 és 1977 között 39 alkalommal szerepelt a csehszlovák válogatottban és 1 gólt szerzett. Részt vett az 1970-es világbajnokságon. Tagja volt az 1976-ban Európa-bajnokságot nyerő válogatott keretének is.

## Sikerei, díjai

### Játékosként
Slovan Bratislava
- Csehszlovák bajnok (2): 1973–74, 1974–75
- Csehszlovák kupa (1): 1973–74

Egyéni
- Az év csehszlovák labdarúgója (1): 1974

Csehszlovákia
- Európa-bajnok (1): 1976

### Edzőként
Al-Qadsiah
- Szaúd-arábiai kupa (1): 1994
- Kupagyőztesek Ázsia-kupája (1): 1993–94

Al-Salmiya
- Kuvaiti bajnok (1): 1998
- Kuvaiti kupa (1): 1999